# Apanteles nepitae
Apanteles nepitae är en stekelart som beskrevs av Wilkinson 1934. Apanteles nepitae ingår i släktet Apanteles och familjen bracksteklar. Inga underarter finns listade i Catalogue of Life.